# Fabrique abstraite
La fabrique abstraite est un patron de conception (design pattern) créationnel utilisé en génie logiciel orienté objet.
Elle fournit une interface pour créer des familles d'objets liés ou inter-dépendants sans avoir à préciser au moment de leur création la classe concrète à utiliser.

## Principe
Une fabrique abstraite encapsule un ensemble de fabriques ayant une thématique commune. Le code client crée une instance concrète de la fabrique abstraite, puis utilise son interface générique pour créer des objets concrets de la thématique. Le client ne se préoccupe pas de savoir quelle fabrique crée un objet concret, ni de quelle classe concrète est l'objet en question : il n'utilise que les interfaces génériques des objets produits. Ce patron de conception sépare donc les détails d'implémentation d'un ensemble d'objets de leur usage générique.
Un exemple de fabrique abstraite : la classe DocumentCreator fournit une interface permettant de créer différents produits (e.g. createLetter() et createResume()). Le système a à sa disposition des versions concrètes dérivées de la classe DocumentCreator, comme fancyDocumentCreator et modernDocumentCreator, qui possèdent chacune leur propre implémentation de createLetter() et createResume() pouvant créer des objets tels que fancyLetter ou modernResume. Chacun de ces produits dérive d'une classe abstraite simple comme Letter ou Resume, connues du client. Le code client obtient une instance de DocumentCreator qui correspond à sa demande, puis appelle ses méthodes de fabrication. Tous les objets sont créés par une implémentation de la classe commune DocumentCreator et ont donc la même thématique (ici, ils seront tous fancy ou modern). Le client a seulement besoin de savoir manipuler les classes abstraites Letter ou Resume, et non chaque version particulière obtenue de la fabrique concrète.
Une fabrique est un endroit du code où sont construits des objets. Le but de ce patron de conception est d'isoler la création des objets de leur utilisation. On peut ainsi ajouter de nouveaux objets dérivés sans modifier le code qui utilise l'objet de base.
Avec ce patron de conception, on peut interchanger des classes concrètes sans changer le code qui les utilise. Toutefois, il exige un travail supplémentaire lors de la conception et du développement initial, et apporte une certaine complexité.

## Utilisation
La fabrique détermine le type de l'objet concret qu'il faut créer, et c'est ici que l'objet est effectivement créé (dans le cas du C++, c'est l'instruction new). Cependant, la fabrique retourne un pointeur abstrait sur l'objet concret créé.
Le code client est ainsi isolé de la création de l'objet en l'obligeant à demander à une fabrique de créer l'objet du type abstrait désiré et de lui en retourner le pointeur.
Comme la fabrique retourne uniquement un pointeur abstrait, le code client qui sollicite la fabrique ne connaît pas et n'a pas besoin de connaître le type concret précis de l'objet qui vient d'être créé. Cela signifie en particulier que :
- Le code client n'a aucune connaissance du type concret, et ne nécessite donc aucun fichier header ou déclaration de classe requis par le type concret. Le code client n'interagit qu'avec la classe abstraite. Les objets concrets sont en effet créés par la fabrique, et le code client ne les manipule qu'avec leur interface abstraite.
- L'ajout de nouveaux types concrets dans le code client se fait en spécifiant l'utilisation d'une fabrique différente, modification qui concerne typiquement une seule ligne de code (une nouvelle fabrique crée des objets de types concrets différents, mais renvoie un pointeur du même type abstrait, évitant ainsi de modifier le code client). C'est beaucoup plus simple que de modifier chaque création de l'objet dans le code client. Si toutes les fabriques sont stockées de manière globale dans un singleton et que tout le code client utilise ce singleton pour accéder aux fabriques pour la création d'objets, alors modifier les fabriques revient simplement à modifier l'objet singleton.

## Exemples
Dans l'exemple ci-dessous, implémenté en divers langages, la classe Application crée un bouton sans savoir s'il s'agit d'une IHM Windows ou OSX. Par suite, ce bouton est manipulé (paint), toujours indépendamment du type d'interface.